# گروه تاتا
گروه تاتا (به هندی: टाटा समूह) شرکت خوشه‌ای و چندملیتی است، که مقر اصلی آن در شهر بمبئی، هند قرار دارد. گروه تاتا بر حسب بازار سرمایه و درآمدها، بزرگ‌ترین شرکت مجتمع خصوصی در هند است.
گروه صنعتی تاتا توسط جمشیدجی تاتا که از پارسیان هند بود، در سال ۱۸۶۸ بنیان گذاشته شد. امروزه بخشی از این گروه صنعتی بزرگ را اعضای خانواده تاتا، اداره می‌کنند.
گروه تاتا از طریق شمار فراوان شرکت‌های تابعه، زیرمجموعه و فرعی خود، در حوزه‌های مختلف صنعتی فعالیت می‌کند. از شرکت‌های شناخته‌شده این گروه می‌توان به: تاتا موتورز، تاتا استیل، خدمات مشاوره تاتا، هتل‌های تاج، جگوار کارز، لندرور، تاتا پاور و تاتا دوو اشاره کرد.